# Gleison da Silva
Gleison da Silva Santos (* 29. März 1994) ist ein brasilianischer Leichtathlet, der sich auf den Hindernislauf spezialisiert hat.

## Sportliche Laufbahn
Erste internationale Erfahrungen sammelte Gleison da Silva im Jahr 2022, als er bei den Südamerikaspielen in Asunción in 9:03,72 min den vierten Platz über 3000 m Hindernis belegte. Im Jahr darauf gelangte er bei den Panamerikanischen Spielen in Santiago de Chile mit 9:22,38 min auf den 13. Platz.
2022 wurde da Silva brasilianischer Meister im 3000-Meter-Hindernislauf.

## Persönliche Bestleistungen
- 3000 m Hindernis: 8:48,08 min, 23. Juni 2022 in Rio de Janeiro